# Valor (axiologia)
El valor d'una cosa és el conjunt de qualitats que la fan estimable. En ètica hom diu que suposen un imperatiu d'acció, és a dir, obliguen a actuar d'una manera determinada segons es tinguin uns valors o uns altres. El valor és, doncs, el nucli de tota moral. Cada persona té uns valors determinats, igualment com en té uns cada cultura.
La ciència dels valors és l'axiologia, que és una part de l'ètica. Determina quins criteris fan que una persona tingui uns valors o uns altres, quina jerarquia de valors existeix en cada comunitat i com influencia en l'acció. Igualment analitza el sistema de valors d'un individu o grup.
Els valors es considera que tenen polaritat, és a dir, en un extrem hi a el valor (o valor positiu) i en l'altre el contravalor (antivalor, disvalor o valor negatiu). Per exemple, amor-odi, justícia-injustícia, responsabilitat-irresponsabilitat, etc.
Una altra característica dels sistemes de valors és la jerarquia, això és, uns es presenten com més importants, superiors o "alts" i altres més "baixos" o secundaris. Això permet ordenar-los en una taula de valors.

## Tradicions
Segons l'escola que els agrupi, es poden dividir els valors en absoluts o relatius, essent els absoluts universals i els relatius els que depenen de cada persona o comunitat.
Alguns dels valors tradicionals d'una cultura donada en una època determinada, per algunes persones, són: amor, honestedat, justícia, llibertat, respecte, responsabilitat, solidaritat i tolerància social.

## Sociologia
Des del punt de vista sociològic, el terme de valor s'utilitza de forma diferent. En primer lloc, es discuteix a nivell epistemològic i metodològic com en el concepte de rellevància de valor de Max Weber. En segon lloc, està la qüestió addicional de la moral i la bona vida, que està vinculat als debats sobre la neutralitat valorativa. En tercer lloc, la sociologia s'ocupa d'identificar i analitzar els valors vigents de les persones en èpoques determinades, nacions, societats, subcultures o esferes de la vida.
Els valors es consideren compromisos profunds o intensos incorporats en les disposicions universalment acceptades i es poden contrastar amb les actituds, que són considerades des d'un punt de vista i opinió de tipus superficial i feble.